# 赵家阱水库
赵家阱水库是中国山西省大同市境内的一座水库，位于御河上，建于1960年。水库正常库容为1855万立方米，集雨面积为717平方千米，海拔为1163米。